# 條紋花高鱂
條紋花高鱂（学名：Hypsopanchax zebra），為輻鰭魚綱鯉齒目鯉齒亞目花鳉科的其中一種，其种加词“zebra”意为“有斑马状纹样的”。分布於非洲加彭東南部及剛果中西部的淡水流域，體長可達5.5公分，棲息在植被生長的溪流，屬肉食性，生活習性不明，可作為觀賞魚。